# Philates chelifer
Philates chelifer är en spindelart som först beskrevs av Simon 1900.  Philates chelifer ingår i släktet Philates och familjen hoppspindlar. Inga underarter finns listade i Catalogue of Life.